# HMS Hajen (1904)
HMS Hajen («Хайен», рус. Акула) — первая шведская подводная лодка.

## История
Подводная лодка «Хайен» была заложена на верфи военно-морского флота в Стокгольме в 1902 году по проекту шведского инженера Карла Рихсона, который создал его на базе американского проекта «Фултон». 16 июля 1904 года лодку спустили на воду. В 1909 году «Хайен» была переименована в «№ 1», в 1916 году прошла модернизацию, в результате которой длина лодки увеличилась на 1,8 метра, «Хайен» получила надстройку, ходовой мостик, был установлен дизельный двигатель вместо керосинового. 25 августа 1922 года лодка была выведена из состава флота и установлена на территории шведской главной военно-морской базы Карлскруна в качестве музейного экспоната.